# Thomas Mitchell (upptäcktsresande)
Thomas Livingstone Mitchell, född den 15 juni 1792 i Grangemouth, död den 5 oktober 1855 i Sydney, var en skotskfödd australisk forskningsresande.
Mitchell tjänade från 1808 i Wellingtons armé på Pyreneiska halvön, steg till majors grad och kartlade slagfälten och andra delar av halvön. År 1827 blev han lantmätare i Nya Sydwales. Åren 1831–1846 gjorde han fyra forskningsfärder, varunder han utredde sammanhanget med Murrays många källfloder och var den förste, som inträngde i Victorias bergland, som han kallade Australia felix. Hans sista expedition gällde huvudsakligen upptäckten av en väg från Sydney till Carpentariaviken. Mitchell undersökte därunder Fitzroyfloden samt upptäckte Balonne, Victoria, Warrego med flera floder. Han skrev bland annat Three expeditions into the interior of East Australia (2 band, 1838) och Journal of an expedition into the interior of tropical Australia (1848). Flera orter och floder i Australien bär hans namn.